# العلاقات الأمريكية الرومانية
العلاقات الأمريكية الرومانية هي العلاقات الثنائية التي تجمع بين الولايات المتحدة ورومانيا.

## مقارنة بين البلدين
هذه مقارنة عامة ومرجعية للدولتين:
| وجه المقارنة                                              | الولايات المتحدة                                                                                                  | رومانيا                                                                               |
| --------------------------------------------------------- | --- | ------------------------------------------------------------------------------------- |
| المساحة (كم2)                                             | 9.83 مليون | 238.40 ألف                                                                            |
| عدد السكان (نسمة)                                         | 311.58 مليون | 19.59 مليون                                                                           |
| الكثافة السكانية (ن./كم²)                                 | 31.7 | 82.17                                                                                 |
| العاصمة                                                   | واشنطن العاصمة | بوخارست                                                                               |
| اللغة الرسمية                                             | لغة إنجليزية | اللغة الرومانية                                                                       |
| العملة                                                    | دولار أمريكي | ليو روماني                                                                            |
| الناتج المحلي الإجمالي (بليون دولار)                      | 19.39 تريليون | 211.80 مليار                                                                          |
| الناتج المحلي الإجمالي (تعادل القوة الشرائية) بليون دولار | 18.04 تريليون | 465.56 مليار                                                                          |
| الناتج المحلي الإجمالي الاسمي للفرد دولار أمريكي          | 56.12 ألف | 9.47 ألف                                                                              |
| الناتج المحلي الإجمالي للفرد دولار أمريكي                 | 54.63 ألف | 23.63 ألف                                                                             |
| مؤشر التنمية البشرية                                      | 0.920 | 0.793                                                                                 |
| رمز المكالمات الدولي                                      | +1 | +40                                                                                   |
| رمز الإنترنت                                              | .us، حكومة، .mil، Edu.                                                                                            | .ro                                                                                   |
| المنطقة الزمنية                                           | توقيت ساموا الأمريكية، توقيت أطلنطي موحد، منطقة زمنية وسطى، توقيت ألاسكا ‏، المنطقة الزمنية الجبلية، توقيت تشامرو ‏ | ت ع م+02:00، ت ع م+03:00، أوروبا/بوخارست ‏، توقيت شرق أوروبا، توقيت شرق أوروبا الصيفي ‏ |

## مدن متوأمة
في ما يلي قائمة باتفاقيات التوأمة بين مدن أمريكية ورومانية:
- ترتبط سكوتسبلوف مع غالاتس باتفاقية توأمة.
- ترتبط ديترويت مع بوخارست باتفاقية توأمة منذ 2003.
- ترتبط رويال بالم بيتش مع كالاراش باتفاقية توأمة.
- ترتبط هاموند مع غالاتس باتفاقية توأمة.
- ترتبط أثينا مع ياش باتفاقية توأمة.
- ترتبط أتلانتا مع بوخارست باتفاقية توأمة منذ 1979.
- ترتبط سان فرانسيسكو مع بوخارست باتفاقية توأمة منذ 1970.
- ترتبط فينيكس مع سوتشافا باتفاقية توأمة منذ 1979.
- ترتبط غرينبورت مع مانغالايا باتفاقية توأمة.
- ترتبط كولومبيا مع سيبيو باتفاقية توأمة.
- ترتبط ميامي مع ترجوفيشت باتفاقية توأمة منذ 1 نوفمبر 1990.
- ترتبط هوليوود مع بايا ماري باتفاقية توأمة منذ 2001.
- ترتبط كولومبوس مع بيستريتسا باتفاقية توأمة.
- ترتبط سبرينغفيلد مع بيتيشت باتفاقية توأمة.
- ترتبط مينيرال ويلز مع مدياس [الإنجليزية]‏ باتفاقية توأمة.
- ترتبط كولومبيا مع كلوج نابوكا باتفاقية توأمة منذ 1995.[21][21]
- ترتبط كليفلاند مع براشوف باتفاقية توأمة منذ 1975.

## منظمات دولية مشتركة
يشترك البلدان في عضوية مجموعة من المنظمات الدولية، منها:
| علم المنظمة | اسم المنظمة                               | تاريخ انضمام الولايات المتحدة | تاريخ انضمام رومانيا |
| ----------- | ----------------------------------------- | ----------------------------- | -------------------- |
|             | وكالة ضمان الاستثمار متعدد الأطراف        | 12 أبريل 1988                 | 10 سبتمبر 1992       |
|             | الاتحاد الدولي للاتصالات                  | 1 يوليو 1908                  | 9 فبراير 1866        |
|             | يونسكو                                    | 4 نوفمبر 1946                 | 27 يوليو 1956        |
|             | الأمم المتحدة                             | 24 أكتوبر 1945                | 14 ديسمبر 1955       |
|             | مؤسسة التمويل الدولية                     | 20 يوليو 1956                 | 23 سبتمبر 1990       |
|             | منظمة الشرطة الجنائية الدولية             | ?                             | ?                    |
|             | مركز تنسيق الحركة في أوروبا ‏              | ?                             | ?                    |
|             | الاتحاد البريدي العالمي                   | ?                             | ?                    |
|             | منظمة حظر الأسلحة الكيميائية              | ?                             | ?                    |
|             | Strategic Airlift Capability ‏             | ?                             | ?                    |
|             | اتفاقية السماوات المفتوحة                 | ?                             | ?                    |
|             | منظمة التجارة العالمية                    | ?                             | 1995                 |
|             | منظمة الأمن والتعاون في أوروبا            | 25 يونيو 1973                 | 25 يونيو 1973        |
|             | مجموعة الموردين النوويين                  | ?                             | ?                    |
|             | المركز الدولي لتسوية المنازعات الاستشارية | 14 أكتوبر 1966                | 12 أكتوبر 1975       |
|             | البنك الدولي للإنشاء والتعمير             | 27 ديسمبر 1945                | 15 ديسمبر 1972       |
|             | مؤسسة التنمية الدولية                     | 24 سبتمبر 1960                | 12 أبريل 2014        |
|             | حلف شمال الأطلسي                          | 4 أبريل 1949                  | 29 مارس 2004         |
|             | المنظمة الهيدروغرافية الدولية             | ?                             | ?                    |
|             | مجموعة أستراليا                           | 1985                          | 1995                 |
|             | الفريق المعني برصد الأرض                  | ?                             | ?                    |

## أعلام
هذه قائمة لبعض الشخصيات التي تربطها علاقات بالبلدين:
- آرت جارفونكل (مغن وشاعر وممثل أمريكي، 5 نوفمبر 1941[34][35] – )
- تيم كونواي (ممثل ومخرج وكاتب وكوميدي أمريكي، 15 ديسمبر 1933 – 14 مايو 2019)
- جنيفر أيل (ممثلة أمريكية، 29 ديسمبر 1969[36][37][38] – )
- جيري غولدسميث (10 فبراير 1929[39][40][41] – 21 يوليو 2004[39][40][41])
- راي وايز (ممثل أمريكي، 20 أغسطس 1947 – )
- سيباستيان ستان (13 أغسطس 1982[42][43] – )
- كريستينا غريمي (مغنية أمريكية، 12 مارس 1994 – 10 يونيو 2016)
- كورينا موراريو (لاعبة كرة مضرب من الولايات المتحدة، 26 يناير 1978 – )
- ليفيو ليبريسكو (18 أغسطس 1930 – 16 أبريل 2007)
- ماريسول نيكولز (2 نوفمبر 1973 – )

## وصلات خارجية
- موقع وزارة الخارجية الأمريكية
- موقع وزارة الخارجية الرومانية